# Бортниково (Ярославская область)
Бортниково — деревня в Ярославском районе Ярославской области. Входит в состав Заволжского сельского поселения.

## География
Находится в восточной части Ярославской области на расстоянии приблизительно 12 км на восток по прямой от станции Филино.

## История
В 1859 году здесь (деревня Ярославского уезда Ярославской губернии) был учтен 21 двор, в 1898 — 30.

## Население
Численность населения: 103 человека (1859 год), 15 (русские 100 %) в 2002 году, 7 в 2010.